# Philonotis trachyphylla
Philonotis trachyphylla är en bladmossart som beskrevs av Hugh Neville Dixon och Badhwar 1938. Philonotis trachyphylla ingår i släktet källmossor, och familjen Bartramiaceae. Inga underarter finns listade i Catalogue of Life.